# Валя-Морилор (пруд)
Ва́ля-Мо́рилор (рум. Valea Morilor — Долина Мельниц) — пруд на ручье Дурлешть (правый приток реки Бык) в одноимённом парке на западе центральной части Кишинёва. Изначально называлось Комсомольским озером, так как было сооружено комсомольцами города в 1951—52 гг.
В 2006 году началось осушение водоёма. С 2007 по 2010 года со дна было вывезено около 450—470 тысяч кубометров ила. Наполнение водой началось в 2011.

## Характеристика
Пруд расположен в секторе Чентру. Его площадь составляет 34 га, объём — 1,36 млн м³. Длина — ок. 800 м, ширина — ок. 400 м, средняя глубина — ок. 4 м. Площадь водосбора — 19 км². Продолжительность ледостава — 75 дней. На берегу был оборудован песчаный пляж, лодочная станция, спортивные площадки. Вокруг пруда расположен парк Валя Морилор. Во времена Молдавской ССР зимой на льду оборудовался городской каток.

## Осушение

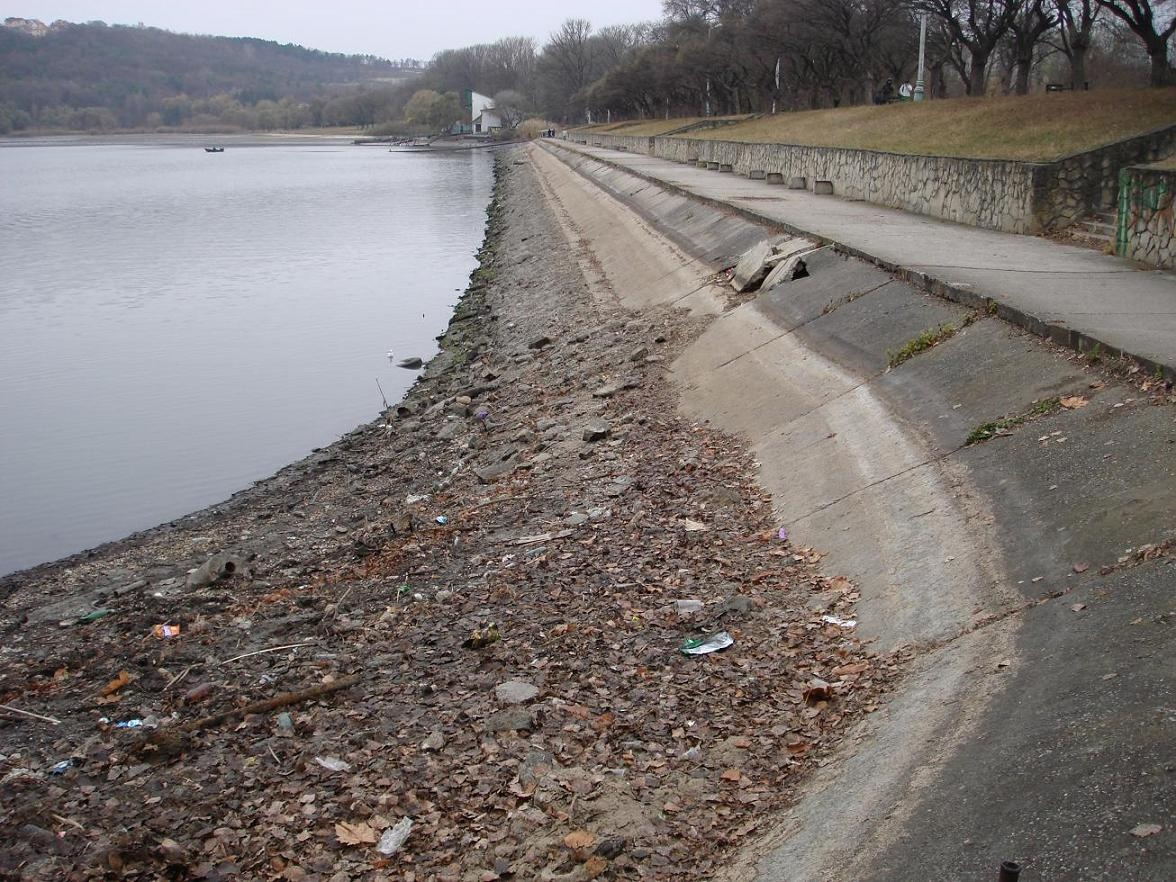
Валя-Морилор во время осушения в ноябре 2006 года

В июле 2006 года в Валя-Морилоре произошла экологическая катастрофа — вся рыба всплыла мёртвой на поверхность. Причины остались невыясненными, однако началось постоянное патрулирование территории вокруг озера. В октябре 2006 года началось его осушение с целью очистки и последующего заполнения водой. Однако, вскоре работы были приостановлены в связи с недостатком средств в городском бюджете. Проводились попытки привлечь частных инвесторов, но они не принесли успеха.

## Восстановление
Летом 2011 года начато наполнение котловины водой. Летом 2015 года на пруду был обустроен пляж.